# 판창룽
판창룽(范長龍, 1947년 5월 ~ )은 중화인민공화국의 군인이다. 중국인민해방군 수뇌부 중의 한 명이며, 계급은 대장이다. 지난군구 사령원(사령관)을 거쳐 2012년 11월부터 중국공산당 중앙군사위원회 부주석.

## 생애
랴오닝성 단둥 출신으로 1969년 1월에 중국인민해방군 선양(瀋陽)군구 제16집단군에 일반 사병으로 입대하였고, 1969년 9월 중국공산당에 입당하였다.

## 군사 경력
1971년 10월 소대장

1973년 10월 중대 정치 지도원

1976년 5월 연대 부연대장 겸 참모장

1982년 8월 연대장

1985년 9월 사단 참모장

1990년 9월 사단장

1995년 3월 소장 진급

2000년 12월 선양군구 참모장

2002년 7월 중장 진급

2004년 9월 지난군구 사령원

2008년 7월15일 후진타오 주석에 의해 대장 진급. 중국공산당 제16차 중앙후보위원
| 전임 시진핑, 궈보슝, 쉬차이허우 | 중화인민공화국 중앙군사위원회 부주석 2013년 3월 ~ 2018년 3월(쉬치량과 공동) | 후임 쉬치량, 장유샤 |

| 전임 시진핑, 궈보슝, 쉬차이허우 | 중국공산당 중앙군사위원회 부주석 2012년 11월 ~ 2017년 10월(쉬치량과 공동) | 후임 쉬치량, 장유샤 |